# Ероика Каборка (Каборка)
Ероика Каборка (шп. Heroica Caborca) насеље је у Мексику у савезној држави Сонора у општини Каборка. Насеље се налази на надморској висини од 280 м.

## Становништво
Према подацима из 2010. године у насељу је живело 59922 становника.

### Хронологија
| Година       | 2000                  | 2005                  | 2010                  |
| ------------ | --------------------- | --------------------- | --------------------- |
| Становништво | 49917 (24772 / 25145) | 52330 (26059 / 26271) | 59922 (29920 / 30002) |

### Попис
| \| \| м \| \| \| ж \| \| 0—2 \| 1.794 \| \| \| 1.682 \| \| 3—5 \| 1.867 \| \| \| 1.769 \| \| 6—11 \| 3.511 \| \| \| 3.454 \| \| 12—14 \| 1.718 \| \| \| 1.627 \| \| 15—17 \| 1.733 \| \| \| 1.660 \| \| 18—24 \| 3.759 \| \| \| 3.733 \| \| 60+ \| 2.450 \| \| \| 2.631 \| \| Просек : \| 28,9 \| \| \| 29,6 \| |       |  |  |       |
| |       |  |  |       |
| | м     |  |  | ж     |
| 0—2 | 1.794 |  |  | 1.682 |
| 3—5 | 1.867 |  |  | 1.769 |
| 6—11 | 3.511 |  |  | 3.454 |
| 12—14 | 1.718 |  |  | 1.627 |
| 15—17 | 1.733 |  |  | 1.660 |
| 18—24 | 3.759 |  |  | 3.733 |
| 60+ | 2.450 |  |  | 2.631 |
| Просек : | 28,9  |  |  | 29,6  |

| #   | Индикатор                                                                                        | Вредност |
| --- | ------------------------------------------------------------------------------------------------ | -------- |
| 1   | Становништво од 0 до 2 године                                                                    | 3476     |
| 2   | Мушко становништво од 0 до 2 године                                                              | 1794     |
| 3   | Женско становништво од 0 до 2 године                                                             | 1682     |
| 4   | Становништво са 3 и више година                                                                  | 56346    |
| 5   | Мушко становништво са 3 и више година                                                            | 28074    |
| 6   | Женско становништво са 3 и више година                                                           | 28272    |
| 7   | Становништво са 5 и више година                                                                  | 53894    |
| 8   | Мушко становништво са 5 и више година                                                            | 26835    |
| 9   | Женско становништво са 5 и више година                                                           | 27059    |
| 10  | Становништво са 12 и више година                                                                 | 45745    |
| 11  | Мушко становништво са 12 и више година                                                           | 22696    |
| 12  | Женско становништво са 12 и више година                                                          | 23049    |
| 13  | Становништво са 15 и више година                                                                 | 42400    |
| 14  | Мушко становништво са 15 и више година                                                           | 20978    |
| 15  | Женско становништво са 15 и више година                                                          | 21422    |
| 16  | Становништво са 18 и више година                                                                 | 39007    |
| 17  | Мушко становништво са 18 и више година                                                           | 19245    |
| 18  | Женско становништво са 18 и више година                                                          | 19762    |
| 19  | Становништво од 3 до 5 година                                                                    | 3636     |
| 20  | Мушко становништво од 3 до 5 година                                                              | 1867     |
| 21  | Женско становништво од 3 до 5 година                                                             | 1769     |
| 22  | Становништво од 6 до 11 година                                                                   | 6965     |
| 23  | Мушко становништво од 6 до 11 година                                                             | 3511     |
| 24  | Женско становништво од 6 до 11 година                                                            | 3454     |
| 25  | Становништво од 8 до 14 година                                                                   | 7959     |
| 26  | Мушко становништво од 8 до 14 година                                                             | 4061     |
| 27  | Женско становништво од 8 до 14 година                                                            | 3898     |
| 28  | Становништво од 12 до 14 година                                                                  | 3345     |
| 29  | Мушко становништво од 12 до 14 година                                                            | 1718     |
| 30  | Женско становништво од 12 до 14 година                                                           | 1627     |
| 31  | Становништво од 15 до 17 година                                                                  | 3393     |
| 32  | Мушко становништво од 15 до 17 година                                                            | 1733     |
| 33  | Женско становништво од 15 до 17 година                                                           | 1660     |
| 34  | Становништво од 18 до 24 године                                                                  | 7492     |
| 35  | Мушко становништво од 18 до 24 године                                                            | 3759     |
| 36  | Женско становништво од 18 до 24 године                                                           | 3733     |
| 37  | Женско становништво од 15 до 49 година                                                           | 16157    |
| 38  | Становништво са 60 и више година                                                                 | 5081     |
| 39  | Мушко становништво са 60 и више година                                                           | 2450     |
| 40  | Женско становништво са 60 и више година                                                          | 2631     |
| 41  | Однос између мушкараца и жена                                                                    | 99.73    |
| 42  | Становништво од нуле до 14 година                                                                | 17422    |
| 43  | Становништво од 15 до 64 године                                                                  | 38959    |
| 44  | Становништво од 65 година и више                                                                 | 3441     |
| 45  | Просечан број деце                                                                               | 2.33     |
| 46  | Становништво рођено у ентитету                                                                   | 50689    |
| 47  | Мушко становништво рођено у ентитету                                                             | 25176    |
| 48  | Женско становништво рођено у ентитету                                                            | 25513    |
| 49  | Становништво рођено у другом ентитету                                                            | 8266     |
| 50  | Мушко становништво рођено у другом ентитету                                                      | 4261     |
| 51  | Женско становништво рођено у другом ентитету                                                     | 4005     |
| 52  | Становништво од 5 година и више резидентно у ентитету у јуну 2005. године                        | 51597    |
| 53  | Мушко становништво старосног доба од 5 година и више, резидентно у ентитету у јуну 2005. године  | 25562    |
| 54  | Женско становништво старосног доба од 5 и више година, резидентно у ентитету у јуну 2005. године | 26035    |
| 55  | Становништво од 5 година и више које је живело у другом ентитету у јуну 2005. године             | 1130     |
| 56  | Мушко становништво старије од 5 година које је живело у другом ентитету у јуну 2005. године      | 606      |
| 57  | Женско становништво старије од 5 година које је живело у другом ентитету у јуну 2005. године     | 524      |
| 58  | Становништво од 3 године и више које говори аутохтони језик                                      | 241      |
| 59  | Мушко становништво старо 3 године и више које говори аутохтони језик                             | 147      |
| 60  | Женско становништво старо 3 године и више које говори аутохтони језик                            | 94       |
| 61  | Становништво од 3 године и више које говори аутохтони језик и не говори шпански језик            | 1        |
| 62  | Мушко становништво старо 3 године и више које говори аутохтони језик и не говори шпански         | 0        |
| 63  | Женско становништво старо 3 године и више које говори аутохтони језик и не говори шпански језик  | 1        |
| 64  | Становништво старо 3 године и више које говори аутохтони језик и шпански                         | 171      |
| 65  | Мушко становништво старо 3 године и више које говори аутохтони језик и шпански                   | 107      |
| 66  | Женско становништво старо 3 године и више које говори аутохтони језик и шпански                  | 64       |
| 67  | Становништво од 5 година и више које говори аутохтони језик                                      | 240      |
| 68  | Становништво од 5 година и више које говори аутохтони језик и не говори шпански језик            | 1        |
| 69  | Становништво од 5 година и више које говори аутохтони језик и говори шпански језик               | 171      |
| 70  | Становништво у домородачким домаћинствима                                                        | 539      |
| 71  | Становништво са ограничењима у активностима                                                      | 3146     |
| 72  | Становништво са ограниченим ходањем или кретањем, горе или доле                                  | 1675     |
| 73  | Становници са ограничењима вида, чак и уз кориштење сочива                                       | 1149     |
| 74  | Становништво са ограничењима говора, комуникације или конверзације                               | 270      |
| 75  | Становништво са ограниченим слухом                                                               | 290      |
| 76  | Становништво са ограничењима при одевању, купању или јелу                                        | 206      |
| 77  | Становништво са ограничењима у опажању или учењу једноставних ствари                             | 161      |
| 78  | Становништво са менталним ограничењима                                                           | 260      |
| 79  | Становништво без ограничења активности                                                           | 56488    |
| 80  | Становништво од 3 до 5 година које не похађа школу                                               | 1899     |
| 81  | Мушко становништво од 3 до 5 година које не похађа школу                                         | 960      |
| 82  | Женско становништво од 3 до 5 година које не похађа школу                                        | 939      |
| 83  | Становништво од 6 до 11 година које не похађа школу                                              | 147      |
| 84  | Мушко становништво од 6 до 11 година које не похађа школу                                        | 84       |
| 85  | Женско становништво од 6 до 11 година које не похађа школу                                       | 63       |
| 86  | Становништво од 12 до 14 година које не похађа школу                                             | 223      |
| 87  | Мушко становништво од 12 до 14 година које не похађа школу                                       | 132      |
| 88  | Женско становништво од 12 до 14 година које не похађа школу                                      | 91       |
| 89  | Становништво од 15 до 17 година похађа школу                                                     | 2344     |
| 90  | Мушко становништво од 15 до 17 година похађа школу                                               | 1205     |
| 91  | Женско становништво између 15 и 17 година живота у школи                                         | 1139     |
| 92  | Становништво од 18 до 24 године похађа школу                                                     | 2186     |
| 93  | Мушко становништво од 18 до 24 године похађа школу                                               | 1103     |
| 94  | Женско становништво од 18 до 24 године похађа школу                                              | 1083     |
| 95  | Становништво од 8 до 14 година које не може да чита и пише                                       | 166      |
| 96  | Мушко становништво старосног доба од 8 до 14 година које не може да чита и пише                  | 105      |
| 97  | Женско становништво старосног доби од 8 до 14 година које не може да чита и пише                 | 61       |
| 98  | Становништво од 15 година и више које је неписмено                                               | 1174     |
| 99  | Мушко становништво од 15 година и више које је неписмено                                         | 577      |
| 100 | Женско становништво од 15 година и више које је неписмено                                        | 597      |
| 101 | Становништво старо 15 и више година без школовања                                                | 1601     |
| 102 | Мушко становништво старо 15 и више година без школовања                                          | 788      |
| 103 | Женско становништво старо 15 и више година без школовања                                         | 813      |
| 104 | Становништво старосног доба 15 и више година са непотпуним основним образовањем                  | 4817     |
| 105 | Мушко становништво старосног доба од 15 година и више са непотпуном основним образовањем         | 2454     |
| 106 | Женско становништво старосног доба 15 и више година са непотпуном основним образовањем           | 2363     |
| 107 | Становништво старо 15 и више година са комплетним основним образовањем                           | 5309     |
| 108 | Мушко становништво старо 15 година и више са комплетним основним образовањем                     | 2614     |
| 109 | Женско становништво старо 15 и више година са комплетним основним образовањем                    | 2695     |
| 110 | Становништво старосног доба 15 и више година са непотпуним средњим образовањем                   | 2724     |
| 111 | Мушко становништво старосног доба од 15 година и више са непотпуним средњим образовањем          | 1453     |
| 112 | Женско становништво старосног доба од 15 година и више са непотпуним средњим образовањем         | 1271     |
| 113 | Становништво старо 15 и више година са пуним секундарном образовањем                             | 10101    |
| 114 | Мушко становништво старосног доба од 15 година и више са пуним секундарном образовањем           | 4982     |
| 115 | Женско становништво старосног доба од 15 година и више са пуним секундарном образовањем          | 5119     |
| 116 | Становништво старије од 18 година са постосновним образовањем                                    | 16012    |
| 117 | Мушко становништво старије од 18 година са постосновним образовањем                              | 7860     |
| 118 | Женско становништво старије од 18 година са постосновним образовањем                             | 8152     |
| 119 | Просечна оцена школовања                                                                         | 9.32     |
| 120 | Просечан ниво образовања мушке популације                                                        | 9.31     |
| 121 | Просечан ниво образовања женског становништва                                                    | 9.34     |
| 122 | Економски активно становништво                                                                   | 25131    |
| 123 | Економски активна мушка популација                                                               | 16764    |
| 124 | Економски активна женска популација                                                              | 8367     |
| 125 | Становништво које није економски активно                                                         | 20474    |
| 126 | Мушко становништво које није економски активно                                                   | 5846     |
| 127 | Женско становништво које није економски активно                                                  | 14628    |
| 128 | Запослено становништво                                                                           | 24193    |
| 129 | Запослено мушко становништво                                                                     | 16085    |
| 130 | Запослено женско становништво                                                                    | 8108     |
| 131 | Незапослена популација                                                                           | 938      |
| 132 | Незапослена мушка популација                                                                     | 679      |
| 133 | Незапослена женска популација                                                                    | 259      |
| 134 | Становништво без права на здравствене услуге                                                     | 16067    |
| 135 | Становништво које има право на здравствене услуге                                                | 43703    |
| 136 | Становништво које има право на ИМСС                                                              | 26030    |
| 137 | Становништво које има право на социјално осигурање                                               | 2892     |
| 138 | Становништво које има право на државно социјално осигурање                                       | 2698     |
| 139 | Становништво које има право на опште осигурање или здравствено осигурање за нову генерацију      | 11278    |
| 140 | Становништво које је било једном или није било у браку током 12 година и више                    | 15307    |
| 141 | Венчано или уједињено становништво од 12 година и више                                           | 25251    |
| 142 | Становништво које је било у браку или уједињено 12 година и више                                 | 5122     |
| 143 | Становништво са католичком религијом                                                             | 51109    |
| 144 | Протестанти, еванђелисти и библијски следбеници различити од еванђелиста                         | 5138     |
| 145 | Становништво са другим религијама различитим од претходних                                       | 25       |
| 146 | Становништво без религије                                                                        | 3152     |
| 147 | Укупно пописаних домаћинства                                                                     | 16170    |
| 148 | Пописна домаћинства на челу са мушкарцима                                                        | 11982    |
| 149 | Пописна домаћинства на челу са женама                                                            | 4188     |
| 150 | Становништво у пописним домаћинствима                                                            | 59409    |
| 151 | Становништво у пописним домаћинствима на челу са мушкарцима                                      | 45822    |
| 152 | Становништво у пописним домаћинствима на челу са женама                                          | 13587    |
| 153 | Укупно домаћинстава                                                                              | 20180    |
| 154 | Укупно насељених домаћинстава                                                                    | 16201    |
| 155 | Укупно приватних кућа                                                                            | 20149    |
| 156 | Насељени приватни домови                                                                         | 16170    |
| 157 | Укупно насељених приватних кућа                                                                  | 16198    |
| 158 | Ненасељене приватне куће                                                                         | 3092     |
| 159 | Појединачна домаћинства за привремену употребу                                                   | 887      |
| 160 | Становници у насељеним приватним кућама                                                          | 59409    |
| 161 | Насељеност станара у приватним становима                                                         | 3.67     |
| 162 | Просечно становника по соби у приватним насељеним домаћинствима                                  | 0.93     |
| 163 | Појединачна домаћинства са подовима од различитих материјала од земље                            | 15742    |
| 164 | Појединачна домаћинства у приземљу                                                               | 360      |
| 165 | Појединачна домаћинства са једном спаваћом собом                                                 | 5100     |
| 166 | Појединачна домаћинства са две спаваће собе и више                                               | 11025    |
| 167 | Појединачна домаћинства са једним собом                                                          | 745      |
| 168 | Појединачна домаћинства са две собе                                                              | 2435     |
| 169 | Појединачна домаћинства са 3 собе и више                                                         | 12936    |
| 170 | Појединачна домаћинства која имају електрично светло                                             | 16040    |
| 171 | Појединачна домаћинства која немају електрично светло                                            | 99       |
| 172 | Појединачна домаћинства која имају водоводну воду у стамбеном простору                           | 15899    |
| 173 | Појединачна домаћинства која немају водоводну воду у стамбеном простору                          | 218      |
| 174 | Појединачна домаћинства која имају тоалет                                                        | 15909    |
| 175 | Појединачна домаћинства која имају канализацију                                                  | 15606    |
| 176 | Појединачна домаћинства која немају канализацију                                                 | 498      |
| 177 | Појединачна домаћинства која имају електрично светло, довод воде из јавне мреже и канализацију   | 15473    |
| 178 | Појединачна домаћинства без икаквих услова                                                       | 53       |
| 179 | Појединачна домаћинства која имају радио                                                         | 13328    |
| 180 | Појединачна домаћинства која имају телевизор                                                     | 15867    |
| 181 | Појединачна домаћинства која имају фрижидер                                                      | 15578    |
| 182 | Појединачна домаћинства која имају машину за веш                                                 | 13059    |
| 183 | Појединачна домаћинства која имају аутомобил или комби                                           | 11668    |
| 184 | Појединачна домаћинства која имају рачунар                                                       | 6915     |
| 185 | Појединачна домаћинства која имају фиксну телефонску линију                                      | 7052     |
| 186 | Појединачна домаћинства која имају мобилни телефон                                               | 14118    |
| 187 | Појединачна домаћинства која имају приступ интернету                                             | 5473     |
| 188 | Величина локације                                                                                | 10       |